# La Mascarade nocturne
La Mascarade nocturne (titre original : Binti: The Night Masquerade) est un roman court de science-fiction de Nnedi Okorafor paru en 2018 puis traduit en français et publié aux éditions ActuSF en 2021. La Mascarade nocturne est la quatrième et dernière œuvre de la série Bini.

## Résumé
Binti est une jeune fille himba qui possède de l'ADN de l'espèce des Méduses après que l'une d'elles l'ait piquée avec son dard et lui ait transmis de son sang. Elle vient d'apprendre qu'elle possède également via son père de l'ADN Enyi Zinariya, ADN qui va de pair avec des nanoïdes biologiques tellement minuscules qu'ils se mêlent confortablement au cerveau humain. Elle a accepté que ces nanoïdes soient activés par une prêtresse du peuple des Enyi Zinariya.
Quelques jours plut tard, Binti quitte le village en compagnie de Mwinyi, un Enyi Zinariya qui possède tout comme elle le don d'harmonisateur. En arrivant au village de la famille de Binti, ils découvrent que la Racine, la maison de Binti, a été brûlée par l'armée khoush car la Méduse Okwu, dont le peuple est l'ennemi ancestral du peuple khoush, séjournait chez les parents de Binti. Okwu est sain et sauf car il n'était pas dans la Racine quand l'incendie a été déclenché mais aucun membre de la famille de Binit n'est ressorti des décombres. Complètement dévastée, Binti décide d'utiliser son don d'harmonisatrice pour essayer d'arrêter la guerre entre les Méduses et les Khoush qui sont sur le point de s'affronter sur les ruines de la Racine. À l'étonnement de tous, elle y parvient mais un tir d'une personne inconnu sur le Chef Méduse lance les hostilités. Biniti décède dans l'affrontement, qui se poursuit dans l'espace.
Mwinyi utilise ses talents d'Enyi Zinariya pour entrer en communication avec l'arbre éternel dont la racine constitue la base de la maison familiale de Binti. Il découvre que toute la famille s'est réfugiée sous terre et a été protégée du feu par les racines de l'arbre éternel qui ne peut brûler. Ils sont néanmoins piégés sous terre mais Mwinyi parvient à les faire remonter.
Mwinyi et Okwu, qui ont entendu Binti dire un jour qu'elle avait l'impression d'avoir besoin d'aller aux anneaux de Saturne car une vision l'y appelait, décident de demander aux parents de Binti d'y transporter son corps.